# Mychajlo Humenjak
Mychajlo Mykolajowytsch Humenjak (ukrainisch Михайло Миколайович Гуменяк, wiss. Transliteration Mychajlo Mykolajovyč Humenjak, * 1. Oktober 1980 in Solotwyno) ist ein ehemaliger ukrainischer Skilangläufer.

## Werdegang
Humenjak trat international erstmals bei den Junioren-Weltmeisterschaften 2000 in Štrbské Pleso in Erscheinung. Dort belegte er den 31. Platz über 10 km Freistil, den 18. Rang im Sprint und den 13. Platz mit der Staffel. Bei den Rollerski-Weltmeisterschaften 2002 in Monte Cervino gewann er die Silbermedaille im Teamwettbewerb. In der Saison 2002/03 kam er bei der Winter-Universiade 2003 in Tarvisio auf den 37. Platz über 10 km klassisch, auf den 26. Rang im Sprint sowie auf den 20. Platz im 30-km-Massenstartrennen und bei den nordischen Skiweltmeisterschaften 2003 im Val di Fiemme auf den 64. Platz im Skiathlon, jeweils auf den 53. Rang im Sprint sowie im 30-km-Massenstartrennen und auf den 51. Platz über 50 km Freistil. Zudem lief er zu Beginn der Saison 2002/03 in Kuusamo sein erstes Rennen im Weltcup, welches er auf dem neunten Platz in der Mixed-Staffel beendete. In der Saison 2004/05 holte er bei der Winter-Universiade 2005 in Seefeld in Tirol die Bronzemedaille mit der Staffel. Seine besten Platzierungen beim Saisonhöhepunkt, den nordischen Skiweltmeisterschaften 2005 in Oberstdorf, waren der 46. Platz im Sprint und der 15. Rang mit der Staffel. Im September 2005 gewann er bei den Rollerski-Weltmeisterschaften in Ronce-les-Bains Bronze mit der Staffel. Bei den Olympischen Winterspielen 2006 in Turin kam er auf den 62. Platz im Sprint, auf den 56. Rang im 50-km-Massenstartrennen und auf den 46. Platz im Skiathlon. Zudem errang er dort den 14. Platz zusammen mit Roman Lejbjuk, Wolodymyr Olschanskyj und Oleksandr Puzko in der Staffel. Seine besten Platzierungen in der Saison 2006/07 bei der Winter-Universiade 2007 in Pragelato waren der 22. Platz im Skiathlon sowie der fünfte Rang mit der Staffel und bei den nordischen Skiweltmeisterschaften 2007 in Sapporo der 30. Platz im 50-km-Massenstartrennen sowie der 15. Rang mit der Staffel. Außerdem erreichte er im Dezember 2006 in La Clusaz mit dem 44. Platz im 30-km-Massenstartrennen seine beste Einzelplatzierung im Weltcup. Bei den Rollerski-Weltmeisterschaften im Sommer 2007 in Oroslavje gewann er die Silbermedaille mit der Staffel. In den folgenden Jahren bis zu seiner letzten aktiven Saison 2009/10 nahm er vorwiegend am Eastern-Europe-Cup teil. Bei den nordischen Skiweltmeisterschaften 2009 in Liberec belegte er den 73. Platz im Sprint, den 56. Rang im Skiathlon sowie den 40. Platz im 50-km-Massenstartrennen und bei den Rollerski-Weltmeisterschaften 2009 in Piglio den zehnten Platz im 15-km-Massenstartrennen, den neunten Rang über 5 km klassisch sowie den sechsten Platz mit der Staffel.

## Teilnahmen an Weltmeisterschaften und Olympischen Winterspielen

### Olympische Winterspiele
- 2006 Turin: 14. Platz Staffel, 45. Platz 30 km Skiathlon, 56. Platz 50 km Freistil Massenstart, 62. Platz Sprint Freistil

### Nordische Skiweltmeisterschaften
- 2003 Val di Fiemme: 51. Platz 50 km Freistil, 53. Platz Sprint Freistil, 53. Platz 30 km klassisch Massenstart, 64. Platz 20 km Skiathlon
- 2005 Oberstdorf: 15. Platz Staffel, 16. Platz Teamsprint Freistil, 46. Platz Sprint klassisch, 59. Platz 15 km Freistil
- 2007 Sapporo: 15. Platz Staffel, 30. Platz 50 km klassisch Massenstart, 38. Platz 30 km Skiathlon, 43. Platz 15 km Freistil, 45. Platz Sprint klassisch
- 2009 Liberec: 40. Platz 50 km Freistil Massenstart, 56. Platz 30 km Skiathlon, 73. Platz Sprint Freistil